# 국제형사경찰기구
국제형사경찰기구(영어: International Criminal Police Organization, ICPO)는 국제 범죄의 신속한 해결과 각국 경찰기관의 발전 도모를 위한 기술협력을 목적으로 1956년 설립된 국제 기구로 국제적인 형사 사건의 조사, 정보, 자료의 교환, 수사 협력의 일을 주로 한다. 1923년 국제형사경찰위원회가 만들어졌고 1956년, 전신 약호로 인터폴(영어: Interpol)이 등록되었다.
현재 가입되어 있는 194개국이 매년 약 5,900만 유로의 재정적 지원을 하고 있다. 본부는 프랑스 리옹에 있다. 회원국의 숫자로 보면 193개 회원국을 보유한 UN보다 많아 세계에서 가장 회원국수가 많은 국제 기구이다. 대한민국은 1964년에 가입을 하였다.
현재 사무총장은 2014년 취임한 전 독일 연방수사청(BKA) 부청장 출신 위르겐 스톡이다. 그 전 인터폴 사무총장은 미국 재무부 테러 및 재무정보담당 차관이었던 로날드 노블이었다.
정치적인 중립성을 지키기 위해서, 인터폴의 헌장은 어떠한 정치적, 군사적, 종교적, 인종적 문제에도 개입 할 수 없게 되어있다. 인터폴은 주로 치안, 테러, 조직 범죄, 인도에 반한 죄, 환경 범죄, 집단 학살, 전쟁 범죄, 해적, 마약 생산, 마약 밀매, 무기 밀매, 인신매매, 돈세탁, 아동 포르노, 화이트 칼라 범죄, 사이버 범죄, 지적재산권 침해, 부정부패 등의 문제에 주로 관여한다.
현재 인터폴의 총재는 前 경기지방경찰청장인 김종양이다. 전임자인 중국의 멍훙웨이는 2016년에 인터폴 총재로 취임했으나, 2018년 비리 혐의로 중화인민공화국에서 체포된 이후 열린 선거에서 한국의 김종양 총재가 그 잔여임기를 수행하는 총재로 취임하였다.
그 전 인터폴 총재는 프랑스의 발레스트라찌, 그 전에는 싱가포르 경찰청장이었던 구분휘였다. 더 거슬러 올라가면 남아공 경찰청장을 지냈었던 재키 셀레비였다. 재키 셀레비는 2004년부터 인터폴 총재를 지냈고, 남아공에서 부정부패로 기소된 뒤인 2008년 1월 13일 사임했다.

## 설립
1901년 런던경시청의 총감 E.헨리가 유럽 각국에 대해 범죄수사에 필요한 지문을 한 곳에 모으자고 제안한 데서 시작되어 몇 차례의 국제회의를 거친 후, 1923년 유럽·중동·미국·아시아의 20개국에 의한 국제형사경찰위원회(ICPC)가 결성되었다. 1923~1938년 ICPC는 활발하게 운영되었으나 1938년 나치스가 오스트리아를 점령하면서 나치정권의 지배를 받게 되었다. 제2차 세계 대전이 끝난 1946년 벨기에의 경시총감 F.E.르와쥐는 기능이 정지되고 있던 ICPC의 재건을 호소, 그 결과 1956년 ICPC의 발전적 해체와 함께 국제형사경찰기구가 설립되었다.

## 특징
세계 인권 선언(Universal Declaration of Human Rights)의 정신을 바탕으로 국제범죄의 예방과 처리를 목적으로 회원국의 국내법이 허용하는 범위 내에서 상호간 필요한 자료와 정보를 교환하고 범인체포 및 인도에 상호 협력하는 정부간 국제기구(Intergovernmental Organization)이다. 그러나 정치적, 군사적, 종교적 또는 인종적 성격을 띤 문제에 대한 관여나 활동은 금지되어있다. 이는 헌장 3조에 명시되어있다.
이 기구는 그 후 계속 발전하여 2020년 현재 가맹국 수는 194개국으로 세계의 모든 대륙을 대표하고 있다. 각 가맹국은 국내에 정보교환사무소(국립중앙사무국:NCB)를 두고 있다.

## 수배 등급
- ■ 적색 수배(Red Notice): 국제 체포
- ■ 청색 수배(Blue Notice): 신원 확인·소재 확인
- ■ 황색 수배(Yellow Notice): 실종자·신원 미상자 신원 확인
- ■ 흑색 수배(Black Notice): 변사체 정보 확인
- ■ 녹색 수배(Green Notice): 공공안전 위협 경고
- ■ 주황색 수배(Orange Notice): 테러·위험인물 경고
- ■ 자색 수배(Purple Notice): 범죄 수법·정보 공유
- ICPO-유엔 안보리 특별수배(INTERPOL-United Notice): 유엔 안보리 제재 대상 특별수배

## 가입국

### ㄱ
- 가나
- 가이아나
- 가봉
- 감비아
- 과테말라
- 기니
- 기니비사우
- 그레나다
- 그리스

### ㄴ
- 나미비아
- 나우루
- 나이지리아
- 남수단
- 남아프리카 공화국
- 네덜란드
- 네팔
- 노르웨이
- 뉴질랜드
- 니제르
- 니카라과

### ㄷ
- 대한민국
- 덴마크
- 도미니카
- 도미니카 공화국
- 독일
- 동티모르

### ㄹ
- 라오스
- 라이베리아
- 라트비아
- 러시아
- 레바논
- 레소토
- 루마니아
- 룩셈부르크
- 르완다
- 리투아니아
- 리비아
- 리히텐슈타인

### ㅁ
- 마다가스카르
- 마셜 제도
- 마카오
- 마케도니아
- 말라위
- 말레이시아
- 말리
- 멕시코
- 모나코
- 모로코
- 모리셔스
- 모리타니
- 모잠비크
- 몬테네그로
- 몰도바
- 몰디브
- 몰타
- 몽골
- 미국
- 미얀마

### ㅂ
- 바레인
- 바베이도스
- 바티칸
- 바하마
- 방글라데시
- 베냉
- 베네수엘라
- 베트남
- 벨기에
- 벨로루시
- 벨리즈
- 보스니아 헤르체고비나
- 보츠와나
- 볼리비아
- 부룬디
- 부르키나파소
- 부탄
- 불가리아
- 브라질
- 브루나이

### ㅅ
- 사모아
- 사우디아라비아
- 산마리노
- 상투메프린시페
- 세네갈
- 세르비아
- 세이셸
- 세인트루시아
- 세인트빈센트그레나딘
- 세인트키츠 네비스
- 소말리아
- 솔로몬 제도
- 수단
- 수리남
- 스리랑카
- 스와질란드
- 스웨덴
- 스위스
- 스페인
- 슬로바키아
- 슬로베니아
- 시리아
- 시에라리온
- 신트마르턴
- 싱가포르

### ㅇ
- 아랍에미리트
- 아루바
- 아르메니아
- 아르헨티나
- 아이슬란드
- 아이티
- 아일랜드
- 아제르바이잔
- 아프가니스탄
- 안도라
- 알바니아
- 알제리
- 앙골라
- 앤티가바부다
- 에리트레아
- 에스토니아
- 에콰도르
- 에티오피아
- 엘살바도르
- 영국
- 예멘
- 오만
- 오스트레일리아
- 오스트리아
- 온두라스
- 요르단
- 우간다
- 우루과이
- 우즈베키스탄
- 우크라이나
- 이집트
- 이라크
- 이란
- 이스라엘
- 이탈리아
- 인도
- 인도네시아
- 일본

### ㅈ
- 자메이카
- 잠비아
- 적도 기니
- 조지아
- 중앙 아프리카 공화국
- 중화인민공화국
- 지부티
- 짐바브웨

### ㅊ
- 차드
- 체코
- 칠레

### ㅋ
- 카메룬
- 카보베르데
- 카자흐스탄
- 카타르
- 캄보디아
- 캐나다
- 케냐
- 코모로
- 콜롬비아
- 콩고 공화국
- 콩고 민주 공화국
- 코스타리카
- 코트디부아르
- 쿠바
- 쿠웨이트
- 퀴라소
- 크로아티아
- 키르기스스탄
- 키프로스

### ㅌ
- 타지키스탄
- 태국
- 탄자니아
- 토고
- 통가
- 튀르키예
- 투르크메니스탄
- 튀니지
- 트리니다드 토바고

### ㅍ
- 파나마
- 파라과이
- 파키스탄
- 파푸아 뉴기니
- 팔레스타인
- 페루
- 포르투갈
- 폴란드
- 프랑스
- 피지
- 핀란드
- 필리핀

### ㅎ
- 헝가리
- 홍콩

## 같이 보기
- 유럽 형사 경찰 기구(유로폴)
- US-VISIT
- J-VIS
- 연방수사국 (FBI)
- CSI
- 인터폴 회원국
- 대한민국 경찰청